# Campiglossa extincta
Campiglossa extincta är en tvåvingeart som först beskrevs av Erich Martin Hering 1944.  Campiglossa extincta ingår i släktet Campiglossa och familjen borrflugor.
Artens utbredningsområde är Peru. Inga underarter finns listade.